# Manuela Malasaña
Manuela Malasaña Oñoro, (Madrid, 10 mars 1791 - Madrid, 2 mai 1808), âgée de 17 ans, brodeuse de profession, est une des victimes lors du soulèvement du Dos de Mayo le 2 mai 1808 à Madrid (Espagne), soulèvement du peuple contre les troupes françaises de Napoléon.
Manuela était fille du boulanger français Jean Malesange, nom espagnolisé en « Malasaña », et de son épouse Marcela Oñoro. Elle vivait dans la rue San Andrés nº 18.
Comme beaucoup d'autres jeunes madrilènes, cette fille participa à la défense du Parc d'Artillerie de Monleón (actuelle place du Dos de Mayo), dont les chefs étaient Daoíz et Velarde (morts également dans ce combat). Elle fut faite prisonnière et exécutée sous l'accusation d'avoir été trouvée avec une arme sur elle. Il s'agissait de ciseaux  (de couture). Elle fut enterrée à l'Hospital de la Buena Dicha (dans la rue de Silva) qui avait été fondé en 1594 et qui accueillait les gens pauvres. En ce lieu furent soignés beaucoup des blessés de ce jour du 2 mai et furent enterrés beaucoup des caídos.
Le nom de Manuela Malasaña figure avec le nº 74 dans la liste des victimes que conservent les archives militaires et municipales de Madrid. Selon une étude faite en 1908, il y eut 409 morts identifiés et 170 blessés. Son portrait se trouve dans la Sala de Heroínas del Museo del Ejército.
Manuela devait être connue dans son quartier pour sa jeunesse et la sympathie qu'elle dégageait. Le fait de mourir si jeune, et en  donnant sa vie à la cause de la liberté, fit que s'est créée  autour de sa mémoire une grande légende d'héroïne. Madrid a dédié à sa mémoire un quartier : le barrio de Malasaña. Móstoles lui a également dédié une rue et une station de métro, sur la ligne 12.